# Бальбоа (танець)
Бальбо́а — парний соціальний танець у стилі свінг. У нинішній час бальбоа є загальною назвою для групи танців, що зародилися у південній Каліфорнії протягом 1920-х та 1930-х років.
Вважається, що бальбоа виникло близько 1915 року та набрало популярності у тридцятих та сорокових роках 20-го сторіччя. Виконується переважно у закритій позиції. Названий на честь Бальбоа — околиці міста Ньюпорт-Біч.
Бальбоа сприймають як швидкий танець, він виконується під музику більш ніж 300 ударів на хвилину. Але також танцюється під повільнішу музику, що дозволяє виконувати складніші рухи ногами.
Серед сучасних прихильників бальбоа існує розподіл танцю на 2 типи — «чистий бальбоа» («Pure Balboa») та «бал-свінг» («Bal-Swing»). У «чистому бальбоа» танцюристи увесь час перебувають у повному контакті. У «бал-свінгу» велика кількість змін.